# 930
930 (CMXXX) je bilo navadno leto, ki se je po julijanskem koledarju začelo na petek.

## Dogodki
- 1. januar

## Smrti
- Hucbald, skladatelj, pedagog in benediktinski menih (* 840)
- Šridhara, indijski matematik (* 870)